# Мостовая (Тульская область)
Мостовая — деревня в Киреевском районе Тульской области России.
В рамках административно-территориального устройства входит в Кузнецовский сельский округ Киреевского района, в рамках организации местного самоуправления включается в сельское поселение Богучаровское.

## География
Расположена в 11 км к югу от города Киреевска. 
В деревне Мостовая располагается старинный "Барский сад".  

## Население
| 2002 | 2010 |
| ---- | ---- |
| 252  | ↘230 |